# MAPPA
K.K. MAPPA (jap. 株式会社MAPPA, Kabushiki-gaisha MAPPA) ist ein japanisches Animations-Studio. Es wurde 2011 von Filmproduzent und früherem Gründer des Studio Madhouse Masao Maruyama gegründet. Der Name ist die Abkürzung für „Maruyama Animation Produce Project Association“. Das Studio erlaubt Masao Maruyama größere kreative Freiheit als das kommerzieller orientierte Madhouse, dennoch arbeiten beide Studios immer wieder zusammen.

## Produktionen

### Fernsehserien
- 2012: Sakamichi no Apollon
- 2012: Tēkyū
- 2013: Hajime no Ippo: Rising
- 2013: Tēkyū
- 2013: Tēkyū
- 2014: Garo – Honō no Kokuin
- 2014: Shingeki no Bahamut: Genesis
- 2014: Zankyō no Terror
- 2015: Garo – Guren no Tsuki
- 2015: Punch Line
- 2015: Ushio and Tora
- 2016: Days
- 2016: Yūri!!! On Ice
- 2017: Garo – Vanishing Line
- 2017: Idol Incidents
- 2017: Inuyashiki Last Hero
- 2017: Kakegurui
- 2018: Banana Fish
- 2019: Dororo
- 2019: Kakegurui ××
- 2020: Dorohedoro
- 2020: The God of High School

### Weitere Anime-Produktionen
- 2016: Garo: Divine Flame (Film)
- 2016: In this Corner of the World (Film)

2020: Jujutsu Kaisen